# Teracotona obscurior
Teracotona obscurior là một loài bướm đêm thuộc phân họ Arctiinae, họ Erebidae.